# You Know You’re Right
«You Know You’re Right» (с англ. — «Ты знаешь, что ты прав») — песня американской гранж-группы Nirvana, выпущенная на одноименном сборнике в 2002 году. Композиция стала последней записанной группой перед смертью Курта Кобейна, и достигла первого места в хит-парадах Billboard Mainstream Rock Tracks и Modern Rock Tracks.

## История
«You Know You’re Right» была написана в 1993 году и стала одной из последних известных песен, написанных Куртом Кобейном. На протяжении многих лет она существовала в широком доступе лишь на бутлеговой концертной записи, сделанной 23 октября 1993 года, и на записи в исполнении группы Кортни Лав (вдовы Кобейна), Hole, сделанной в рамках проекта MTV Unplugged в 1995 году.
Nirvana записала студийную версию песни во время своей последней сессии 30 января 1994 года в студии «Robert Lang» в Сиэтле, Вашингтон, но в связи со смертью Кобейна двумя месяцами позже, выпуск состоялся только спустя восемь лет. Запись стала источником для судебных претензий между Лав и бывшими участниками Nirvana Дэйвом Гролом и Кристом Новоселичем. Грол и Новоселич хотели включить запись в планируемый ими бокс-сет, однако Лав заблокировала его выход, что повлекло за собой борьбу за наследие Nirvana.
Лав утверждала, что «You Know You’re Right» будет «излишней» на бокс-сете и лучше подходит к сборнику типа 1, группы The Beatles. В её иске было сказано, что песня является «потенциальным „хитом“, имеющим исключительную художественную и коммерческую ценность», и менеджер Лав утверждал, что релиз с песней может достигнуть 15-миллионных продаж. Новоселич рассказал, что он в итоге согласился с Лав: «Я всегда обдумывал всё, что она говорит. Мы подумали, согласились и сказали: „Эй, это отличная идея, Кортни“. Я пытался ладить с ней как мог, ведь только так вы сможете сделать что-то».
В сентябре 2002 года, после окончания судебного процесса было сообщено, что «You Know You’re Right» выйдет на сборнике Nirvana позже в этом же году. За два месяца до официального выпуска MP3 песни попало в Интернет и было поставлено на ротацию многими радиостанциями. Впоследствии «You Know You’re Right» вышла в виде радио-сингла, а Крис Хафнер, используя видеозаписи с участием группы, снял клип. В 2010 году песня была перевыпущена на сборнике лучших хитов Icon.

## Название
«You Know You’re Right», возможно, не имела названия на момент смерти Кобейна в апреле 1994 года. В статье 2004 года журнала Seattle Times, написанной Джиллианой Джи Гаар, указано, что песня была отмечена просто как «Kurt’s Song #1» во время её записи в студии «Robert Lang». В 1995 году песня была исполнена группой Hole как «You’ve Got No Right» на их выступлении на MTV Unplugged.
В буклете к сборнику Nirvana журналист Rolling Stone Дэвид Фрике ошибочно заявил, что предыдущими названиями песни были «Autopilot» и «On a Mountain». Эти названия были даны бутлегерами, которые неправильно услышали комментарий Дэйва Грола в начале концертного исполнения песни. Грол объявил: «Это наша последняя песня; она называется „All Apologies“», не понимая, что Кобейн уже начал играть «You Know You’re Right». Из-за низкого качества записи бутлегеры посчитали, что Грол объявил новую песню, и попытались интерпретировать то, что они посчитали за название.

## Позиции в хит-парадах
| Хит-парад (2002)                     | Позиция |
| ------------------------------------ | ------- |
| Finland Singles Chart                | 45      |
| Norway Hit 40                        | 49      |
| Billboard Hot 100                    | 45      |
| Billboard Hot Mainstream Rock Tracks | 1       |
| Billboard Hot Modern Rock Tracks     | 1       |